# ماساشي كيشيموتو
ماساشي كيشيموتو  (باليابانية 岸本 斉史) كاتب ومؤلف مانغا ياباني ولد في 8 نوفمبر 1974 في ولاية أوكاياما في جزيرة هونشو في اليابان. أهم مؤلفاته أنيمي ومانغا ناروتو التي تنشر أسبوعيا في مجلة شونن جمب اليابانية. صنع لنفسه صورة أحد أفضل كاتبي قصص المانجا في وقت قصير، وأصبح أحد أكثر كتاب المانجا مبيعات على مدى التاريخ.

## طفولته ونشأته
كيشى هو الأخ الأكبر من توأمين، اخيه الأصغر مؤلف مانجا أيضا اسمه سيشى كيشيموتو وهو مؤلف مانجا satan 666 وأيضا blazer drive. عندما كان صغيرا اعجب ماساشي بأنيمي يدعى «دورايمون- عبقور» وكل اصحابه تابعوه كذلك وكان الجميع يحاول رسم الشخصيات إلا أن ماساشى كان الأكثر براعة بينهم وكان يريهم الأخطاء في رسوماتهم، وعندما يتذكر ذلك يقول «لا بد أنني كنت مزعج جدا». بعد ذلك رأى مانجا اجنحة الكاندام وانتقل إلى رسم شخصياتها.
بجانب شغف كيشى بالرسم كان مميزا في النقش على الجدران وفي المرحلة الابتدائية كان مولعا بألعاب الفيديو واللعب بالسيارات ذات التحكـم عن بعد لكـن بما أن والداه لم يشتريا له أشياء فيما
كان يقـوم بمبادلة سيـاراته بقطـع نقدية وهكذا أشيـاء. في المرحلة الاعدادية لم يكن مهتما بالرسم كما كان وهو أصغر بل كان متأثـرا كثيرا بــمانجا Touch فالتحق بفريق البيسبول في المدرسة التي كان يدرس فيها وكان يمضـي نهاره في ممارسـة هذه اللعبة. ((Touch : مانجا تدور أحداثهـا حول رياضـة البيسبول حـيث يوجـد أخ يمارس هذه الرياضة سيرا على خطـى أخيه التوأم الذي توفى، ويصبـح بطلا في هـذه الرياضـة كيشى شعر بارتباط تجاهها لان لديه أخ توأم أيضا)).
الآن هو يحب أن يلعب البيس بول، ولكنه لا يحب مشاهدة مبارياتها كما أنه لا يحب فريقاً بعينه في اليابان ويقول لو أن لليابان دوري بيسبول كالدوري في أمريكا فقد يكون من مشجعي أحد الفرق، وقد كان قرر من قبل كتابة مانجا عن البيسبول ولكنه اهمل تلك الفكرة.
على الرغم أن الجميع كان يعجب برسوماته في المرحلة الابتدائية لكن بمجرد انتقاله إلى المرحلة الإعدادية بدأ يقول لنفسه بأن مهاراته في الرسم لن تفيده في شيء، هذه ليست طريقة لجذب انتباه الفتيات هكذا فكر لذا قرر أن يصبح رياضيا فهذا خيار أفضل، أما أن يصبح مانجاكا فهذا ما لن يتمكن من تحقيقه على أي حال حتى شاهد ملصق لأحدى الشخصيات تسمى اكير للرسام اتومو كاتسوشيرو حينما كان يتجول على دراجته فتوقف ليشاهد هذا الملصق ولم يصدق إلى أية درجة كان الرسم مميزا في تجسيد الشخصية الرئيسة، أعجب به لدرجة أنه استعاد رغبته في أن يصبح مانجاكا.
بعد ذلك أخذ كيشي يرسم لساعات حتى يتقن الرسم بشكل أكبر ولكن وجد أن الأمر كان صعباً حتى يرسم مثل تلك الصورة الأصلية وشبه مستحيلة النسخ وبعدها علم كيشي أن الصور المميزة هي الصور الأصلية فقط وأما نسخها فهو شيء لا طائل منه. حاول كيشي أن يرسم شخصيات خاصه به ولكن كثيراً ما يجد نفسه ينسخ من رسم آخر ولو أشياء صغيره وبعد ذلك جمع كيشي جميع الرسومات الخاصة بأتومو حتى يقلده في الرسم. وبعد أشهر رسم كيشي أول مانجا له من 31 صفحه وأراها لأخيه الذي قال له «لا هذا غير جميل» ووالد كيشي رد بنفس الرد وهذا أحبط كيشي وقال أن هذه المانجا
سوف تضع في درجه للأبد.
في المرحلة الثانوية كان يرسم داخل الفصل وأثناء الحصص بل في الفروض، كان مقتنعا تماما بأن رسوماته تلك مقارنة بالمحترفين لا تساوي شيئا لذلك كان عليه أن يتمرن أكثر وأكثر. في الغالب كان يرسم الشيء نفسه لكن بأبعاد مختلفة في كل مرة، وفي بعض الأحيان كان يركز كثيرا على اليدين فهما أصعب جزء من الجسد يمكن رسمه لأنهما يعبران عن الكثير من الأشياء. يد مبسوطة أو يد مقبوضة أو شبه مبسوطة وشبه مقبوضة حتى انه يمتلك دفتر رسم ليس فيه سوى رسومات لليد بأشكال مختلفة.أراد أيضا أن يرسم بأسلوب احترافي، فجمع أعمالا متعددة لفنانين آخرين وبدأ بانتقاء المظاهر والأشكال التي تناسبه.
بعد المرحلة الثانوية ألتحق كيشى بمدرسة الفنون بجامعة كوشو وفي المدرسة الداخلية كانت لديه غرفة صغيرة فيها سريرين ومكتبين ولمدة سنة كاملة لم يكن لديه ما يفعله سوى الرسم والمانجا. وهناك أيضا تعلم فنون التشكيل بالجبس، ورسم الجسد البشري حتى يزيد من مهارته في التصميم الفني كما تعلم التصميم الرسمي، والتلوين وكذلك الرسم المنظوري. وعلى الرغم من أن دروس الفن التي أخذها في المدرسة كانت نافعة إلا أنه كان يعرف معظم هذه الأشياء لحبه لها ولكثرة ممارسته لها ولذلك هو اعتبر دخوله تلك المدرسة خطوة تراجع للوراء.

## حياته الاحترافية
عندما كان كيشى في مدرسة الفنون كان يكتب مانجا عن الساموراي وكان يظن أن الساموراي سيحقق نجاحا كبيرا، حينما كانت أغلب العناوين مستوحاة من قصص شعبية خيالية من الجنوب حيث كان متأكدا بأن القصص اليابانية ستعود بقوة. لكن بينما كان على وشك الانتهاء من تلك المانجا التي كان يرسمها، ظهرت مانجا الرحالة كينشن في الأسواق ومانجا "Blade of the Immortal" وبمقارنة هذين العملين بعمله تأكد بأن عمله لا يزن شيئا أمامهما لذلك قرر عدم نشرها.
في عامه الجامعى الثاني قام بكتابة أول عمل احترافى له وهو مانجا كاراكورى وقام بأرسالها إلى مسابقة شوشيا والتي تعتبر أكبر المسابقات هناك والفائز بها يحصل على جائزة Hop Step Award وهي جائزة شهرية تمنحها مجلة الشونين جامب لكاتبى المانجا الواعدين. ولكنه لم يتلق أي رد منهم فظن انه خسر وعندما ذهب للمحلات ليقرأ المجلة ليعرف من فاز اكتشف انه هو من فاز. حينها عرض عليه منتجه ياهاجي الذي يعمل بجواره دائما ان يكون محرره الخاص فرح كيشي لحصوله على منتج ينتمي إلى مجلة الشونين جامب وعرف حينها بأنه مانجاكا.
لم تكن لديه بعد ذلك أية فكرة عن مشروعه القادم، وقال لنفسه أن عليه كتابة شيء فريد وبما أنه يحب الرامن، اتخذه كنقطة انطلاق لكتابة شيء ما، في البداية بدأ يتحدث عن حساء الرامن فانتهى به المطاف إلى اكتشاف ناروتو. وقد كان أول ظهور للمانجا في مجلة اكامارو جامب ولكنها لاقت الكثير من الانتقادات. وفكر ان عليه ان يثأر لنفسه فبدأ بكتابة مانجا عن البيسبول ولكنه فشل أيضا، في النهاية جمع كل المزايا الرائعة في القصص التي رسمها وفشلت ثم وظف شخصية ناروتو وبهذا جهز بعض الأشياء. وقرر انه إذا لم ينجح هذه المرة سيذهب للبحث عن عمل آخر لكن الفريق الذي كلف بنشر هذه المانجاعجبوا بعمله كثيرا. وعادة يتم نشر المانجا التي يتم اختيارها مباشرة في مجلة الشونين جامب لكن تأخر ظهور المانجا لمدة ثلاثة أشهر وكيشى رأى انه سعيد الحظ بهذا لانه استطاع رسم ثمانية شباتر قبل نشر المانجا. ويرى انها بداية موفقة ابعدته عن الكثير من المشاكل في البحث عن أفكار والتي كان من الممكن ان يواجهها.

## أشخاص وأعمال تأثر بها
منذ طفولته وكيشي كان يريد أن يصبح مانجاكا لأنه كان متأثر جدا بدراجون بول ومانجاكا تلك السلسلة الشهيرة أكيرا تورياما
فقد كان معجبا بالرسومات والقصة وكل شيء واقتباسا عنه في حديثه عن اكيرا يقول توري «ياما فنان عظيم بالفعل أعماله متقنة ومحددة بدقة ولديه إدراك حسـي مميز للأشياء وأجده شخصا مثيرا للاهتمام». وعلى الرغم من إبداع السيد توري ياما في مانجا دراغون بول إلا أن كيشى لم يتعرف عليه عن طريق تلك المانجا ولكن عن طريق مانجا دكتور سلامب حتى انه شارك بأحدى رسوماته عن شخصيات تلك المانجا في إحدى المسابقات
ولكن على حد قوله عندما ظهرت مانجا دراغون بول للحياة تغير مفهومه كليا للمانجا والانمى بشكل عام.
في طفولته كان كان كيشي فقيرا لذا لم يكن يستطيع شراء مجلة شونين جامب التي تحتوى على دراغون بول لذلك كان يعتمد على أحد اصدقاءه حتى يطلعه عليها، وفي تلك الفترة رأى كيشي أن المانجا هي رغبته الحقيقية وأنها غير عاديه وقرر أن يصبح مشهوراً في هذا العالم وبهذا ألف كيشي أول مانجا له تسمى نينجا الظل الصغير Shadow ninja boy.
كيشي يعتبر أكيرا أول شخص يستخدم الألوان المائية في الرسم للأنيمي وهو المسمى بفن "fresco". ويرى على عكس معظم الأعمال في ذلك الوقت، أن الشخصيات والخطوط والأحاسيس كلها واقعية جداً تماماً، وحتى المباني كانت عالية التفاصيل وكمية المعلومات التي كانت تحويها الرسومات مذهلة جداً. ويعتقد أن هذا السبب هو الذي أدى إلى إنشار الأنيمي في أميركا وكان يمتلك العديد من لوحات السيناريو لأكيرا عندما كان في ال14 من العمر ولا يزال يذكر كيف كان يقلدها كلها.
صرح كيشي أنه عندما بدأ رسم مانجا ناروتو كانت شخصية غوكو في دراغون بول عاملا أساسيا في خلقه لشخصية ناروتو وذلك بسبب شخصية غوكو المليئة بالطاقة والحيوية وفي نفس الوقت مزعجة والتي تشبه لحد كبير شخصية ناروتو.

## عالم ناروتو
عندما بدأ كيشى إنشاء قصة ناروتو اراد ان يخلق شيئا مميزا واراد ان يصنع عالم خاص لتعيش فيه شخصياته، كان يعيش بالقرب من قاعدة عسكرية في طفولته وكانت هناك العديد من ساحات التدريب، وبالقرب من القرية كانت هناك مدينة كبيرة وبما أنه عاش في هذا الوسط كان منجذبا إلى القوى المميزة، البطاقات العسكرية، الفرق المكونة من ثلاثة أعضاء.
و قام باستخدام أرض التدريب في هذه القاعدة العسكرية كخلفية بالإضافة إلى بعض كتب الموساد وغيرها في تكوين عالم ناروتو وعلى الرغم من تواجد تلك القاعدة العسكرية بجواره طوال نشأته الا انه لم يفكر ابدا في الانضمام لمثل تلك القوات، فكل ما اراده ان يصبح مانجاكا.
عندما بدأ كيشى في خلق شخصيات ناروتو بدأ أولا بناروتو، وجعل هدف ناروتو الأول أن يكون معروفا، ثم احتاج لشخص يحس بوجود ناروتو فأوجد إيروكا. وبعدما أوجد العالم قال لنفسه أن هذا العالم يحتاج إلى حاكم فتخيّل الهوكاجي ثم تخيل كاكاشي ليكون مدرب ناروتو، وهو لم يتخيل ساكورا وساسكى الا لاحقا.حيث أصر الناشر أصر على إيجاد منافس لناروتو.
بعد أن اطلع كيشى على علاقات التنافس الموجودة في قصص المانجا الأخرى، مثل جوكو وكريلان في دراغون بول وأيضا علاقة التنافس في سلام دانك
قرر ان يخلق علاقة تنافس مميزة لقصته وقرر ان يجعل منافس ناروتو عبقرى وبذلك توصل إلى ساسكى.
اعترف كيشى انه لا يمتلك فكرة عن كيف يجب أن تكون البطلة ولكنه توصل في النهاية إلى ساكورا وقرر ان يجعل طاقتها وشخصيتها التي تحب التغزل في ساسكى من صفاتها الأساسية.
كان ساسكى من أصعب الشخصيات بالنسبة لكيشى في رسمها ونتيجة لنقص خبرة كيشى في رسم شخصيات ناضجة كان يؤدى هذا إلى ظهور اخطاء في وجه ساسكى، وبسبب الوقت الذي قضاه كيشى في تعلم رسم ساسكى وتصحيح اخطاءه أصبحت شخصية ساسكى هي أكثر الشخصيات التي يحب كيشى ان يرسمها.
كيشى دائما ما يدخل الثقافة اليابانية في قصته ونحن نستطيع معرفة ذلك من كثرة الاساطير الموجودة بالقصة، حتى انه قال في إحدى المقابلات انه دائما ما يذهب لعروض الكابوكى (التراث اليابانى) ليشاهدها ويدخلها في قصته.
على الرغم أن كيشى غير مهتم بالمذاهب الهندية ولكنه اراد شيئاً يفسر النقاط في القصة عندما تستخدم الشخصيات قوى خارقة وخارجة عن قدرة البشر العادية فكلمة (شاكرا) استخدمت لتخبر القرائ أو المشاهد بهذا المعنى حتى يفهم القوى بشكل أفضل فهي أشبه بالقوة في حرب النجوم أو قوة الـ «تشي» في دراجون بول أو نقاط السحر في ألعاب الآر بي جي.
وأيضا فكر في استخدام الاختام وحركات اليد في القاء التعويذات بدلا من من القاء الكلمات مثل الألعاب الإلكترونية، وقرر ان يكون عالم ناروتو بدون اية أسلحة نارية أو مركبات على الرغم من تواجد
مظاهر حضارة أخرى في عالم ناروتو مثل الهواتف والمحلات وما يماثل ذلك
و قرر ان يبتعد عن الشكل العادي للنينجا والمعروف حتى لا ينتهي به الأمر كما انتهى غيره، أراد أن يبتكر عالماً جديداً، للنينجا بحيث أبتعد عن التقاليد المتبعة من ملابس وغيره. كما أن ناروتو أشقر الشعر ويلبس ملابس صفراء والذي كان من المفترض أن يكون جزءاً من قرية نينجا سرية. ومن المستحيل أن يوجد نينجا بهذه المواصفات أبداً

## أعماله وإنجازاته
- عام 1995 فاز بجائزة hop step award عن مانغا Karakuri.
- عام 1997 قام بنشر Naruto pilot الشابتر التجريبي الأول من ناروتو في مجلة أكامارو جامب.
- عام 1998 تم نشر مانغا Karakuri بأنتظام في في مجلة شونين جامب من شهر أبريل إلى شهر مايو.
- عام 1999 بداية من شهر نوفمبر تم نشر مانغا ناروتو وتم الإعلان عن نهايتها في 10 نوفمبر من 2014.
- قام بكتابة ثلاثة كتب داتا بوك خاصة بناروتو، كتاب فان بوك، وكتابين ارت بوك.
- بينش وان شوت - (أكتوبر 2010).

## وصلات خارجية
- ماساشي كيشيموتو على موقع IMDb (الإنجليزية)
- ماساشي كيشيموتو على موقع قاعدة بيانات الفيلم (الإنجليزية)
- ماساشي كيشيموتو على موقع ANN person (الإنجليزية)
- ماساشي كيشيموتو في شبكة أخبار الأنمي